# Triakis
Triakis – rodzaj drapieżnych ryb chrzęstnoszkieletowych z podrodziny Triakinae w obrębie rodziny mustelowatych (Triakidae).

## Rozmieszczenie geograficzne
Do rodzaju należą gatunki występujące w wodach wschodniego i północno-zachodniego Oceanu Spokojnego, południowo-wschodniego Oceanu Atlantyckiego oraz południowo-zachodniego Oceanu Indyjskiego.

## Morfologia
Długość ciała do 198 cm; masa ciała do 20 kg.

## Systematyka
Rodzaj zdefiniowała w 1838 roku para niemieckich ichtiologów Johannes Peter Müller i Jakob Henle w artykule poświęconym cechom rodzajowych ryb chrzęstnoszkieletowych, wraz z opisami nowych rodzajów opublikowanym w czasopiśmie The Magazine of natural history. Gatunkiem typowym jest (późniejsze oznaczenie) T. scyllium.

### Etymologia
- Triakis (Triacis): gr. τρεις treis, τρια tria; ακις akis ‘punkt’[7].
- Cazon: hiszp. cazón ‘koleń’[3]. Gatunek typowy (oznaczenie monotypowe): Triakis scyllium maculatus Kner & Steindachner, 1867.

### Podział systematyczny
Do rodzaju należą następujące gatunki:
- Triakis acutipinna Kato, 1968
- Triakis maculata Kner & Steindachner, 1867
- Triakis megalopterus (Smith, 1839)
- Triakis scyllium Müller & Henle, 1839
- Triakis semifasciata Girard, 1855